# Santa Rosa 2da. Sección
Santa Rosa 2da. Sección är en ort i Mexiko.   Den ligger i kommunen Tacotalpa och delstaten Tabasco, i den sydöstra delen av landet, 700 km öster om huvudstaden Mexico City. Santa Rosa 2da. Sección ligger 22 meter över havet och antalet invånare är 470.
Terrängen runt Santa Rosa 2da. Sección är platt åt nordväst, men åt sydost är den kuperad. Runt Santa Rosa 2da. Sección är det ganska tätbefolkat, med 56 invånare per kvadratkilometer. Närmaste större samhälle är Tacotalpa, 8,2 km väster om Santa Rosa 2da. Sección. Trakten runt Santa Rosa 2da. Sección består till största delen av jordbruksmark.